# 湾岸最速バトル＜スカイライン伝説＞
『湾岸最速バトル＜スカイライン伝説＞』（わんがんさいそくばとる　すかいらいんでんせつ）は、2009年に制作された映画。製作元はクロックワークス。

## あらすじ
昔の仲間たちがNew GT-R（R35）などの最新マシンで湾岸を走るのを横目で見ていたトオルは、妻の死をきっかけに自分が本当にやりたかったことに気付く。彼は20年前に自分が乗っていた"鉄仮面”こと、スカイラインDR30を究極のチューニングで甦らせ、現代のモンスターマシンに立ち向かおうというのだ。何度もチューンナップし、ドライビングの試行錯誤を重ね仕上がりつつあった鉄仮面に、黒い悪魔・ポルシェ996の魔の手が忍び寄る……

## 登場人物
- トオル：大鶴義丹

本作の主人公。製薬会社の営業マンをしており、仕事中の愛車はトヨタ・サクシード。走り屋引退後は車に携わっていなかったが、それでも後期仕様のRSをメーターで前期型と見破るなど知識は健在。詩朗（後述）曰く「強情っ張り」な性格で、仲間の中では一番キレた走りをしていたとのこと。羽田線を得意としており、ジュンジとミキオの二人はたまに見えなくなったほど。また、ハイスピードでのコーナリングは目を瞑って勘でブレーキを踏むなど、度胸もある。彼が乗るRSターボは二人の車と比べても時代遅れであり、そのためか二人に負けない為に必死でチューニングを覚えた。
- ジュンジ：宍戸開

トオルの走り仲間で、現在はIT企業の社長。20年前はトオルたちと共にA70スープラを駆って首都高を攻めており、内回りの赤坂ストレートでは一番だったとのこと。現在は新型GT-Rを愛車としており、ライトチューン程度で走っている。しかし、100年に一度の経済危機と自らの経営手腕が原因で会社が傾いたため、近いうちに手放す予定。トオルを再び走りに誘った人物であり、最近メタボ気味らしい。三人が集まるバーの経営者であるマイにアタックしており、トオル曰く「進展が感じられる」。
- ミキオ：湯江健幸

トオルの走り仲間で、現在は居酒屋チェーンのオーナー。20年前はトオルたちと共にFC3Sを駆って首都高を攻めていた。内回りの江戸橋を得意としていたらしいが、ジュンジ曰く「勢いだけ」とのこと。妻子がおり、川崎の駅前に三軒目の店を出したらしいが、実際は言うほど仕事もうまくいっておらず、妻とも別居中である。また、以前首都高にて子供とドライブ中に走り屋に煽られ、スピンして事故寸前に陥った事があるらしく、それがトラウマで子供は喋れなくなってしまった。
- 野中詩朗：夏木陽介

20年前にトオルたちの車を仕上げたチューナーで、伝説のチューナーと呼ばれている。手塩にかけたR30をトオルが「走る事の意味が分からなくなった」ことを口実にあっさりと手放したことに失望し、トオルとの20年ぶりの再会直後は快く思っていなかった。しかし、トオルの諦めない姿勢と変わらぬ性格に折れ、トオルと共にR30を仕上げていく。以前はベストラップという名のショップを経営していたが、現在は畳んで別の工場で働いている。本作唯一姓名が設定されている人物。
- マイ：ぺる

トオルたちが集まるバーの女性経営者。ジュンジから誕生日プレゼントを貰ったりとアタックを受けてるが、本人もプレゼントに喜んだり、ジュンジが吸うタバコが無い時は買って来てくれたりとまんざらではない様子。
- 永田和彦：永田和彦

チューニングショップ・トップシークレットの社長で、詩朗の弟子。トオルと詩朗の頼みを快く受け入れ、T78BBタービンとシャシーダイナモの利用を提供してくれた。
- 藍子

トオルの妻で、癌により死去。トオルたちとは20年以上前からの付き合いで、ジュンジやミキオもよく知っている。トオル自身はジュンジやミキオに連絡をとるつもりだったが、本人の衰弱した姿を見られたくないという思いから見舞いを中断した。ミキオ曰く「藍子らしい」とのこと。

## 登場する車種
- 日産・スカイラインRS-X ターボC（DR30）

ボディカラー：ホワイト
トオルの元愛車で、20年前に手放した。トオルがもう一度走るために探していたところ、明日にはプレスで潰されるところを解体屋で見つかる。発見当時はエンジンもボディもボロボロの状態でまともに走れる状態ではなかったが、トオルと詩朗の手でフルオーバーホールされ、復活した。その後ジュンジのR35や黒い悪魔・996に対抗する為、トラストの幻のタービン・T78BBを搭載し、600馬力オーバーを発揮する。なおDR30は本来、排気量1990㏄で全幅1675㎜の5ナンバーサイズであるが、ナンバープレートは3ナンバーになっている為、排気量アップが施されている可能性が高い。ホイールはマグネシウム製のワタナベ特別仕様で、エアキャップは詩朗のオリジナル。
- 日産・GT-R（CBA-R35）

ボディカラー：タイタニウムグレー
ジュンジの現愛車。詳しい内容は明かされていないが、ライトチューニング程度のチューニングが施されている。物語序盤は180km/hスピードリミッターが付いていたが、後にトップシークレットでチューニングされたと同時にリミッターが外された。
- ポルシェ996 GT3

ボディカラー：バサルトブラックメタリック
湾岸に現れる謎の車で、「黒い悪魔」と呼ばれ恐れられている。走り屋の車に勝負を仕掛け、後ろにいる時はペースを上げるよう煽り、前に出た所で急ブレーキをかけたり無謀な幅寄せを行うなど相手の事故を誘う走りをし、実際に遭遇したジュンジもGT-RのVDCが無ければスピンという状況に追い込まれた。ドイツでチューニングされたマシンで、ニュルブルクリンクでもかなりのタイムをマークしており、どこかの金持ちがそのまま引き取ったと言われている。リアウイングの形状から前期型と推測される。
- トヨタ・スープラ(A70)

ボディカラー：スーパーホワイトⅣ
ジュンジが20年前に乗っていた愛車。テールランプから後期型と推測される。回想シーンのみの登場の為グレードは不明だが、2009年の時点で20年前ということから最新式でも89年式以前のモデルであり、トオルとミキオの車のクラスと価格帯を考慮すると2リッターモデルである可能性が高い。現在は保管されているのか手放したのかは不明。
- マツダ・RX-7(FC3S)

ボディカラー：ブレイズレッド
ミキオが20年前に乗っていた愛車。スープラ同様回想シーンのみの登場の為グレードは不明だが、89年式以前のモデルであることから後期型GT-RかGT-Xと推測される。三人の会話から、IHI製C7タービンを搭載していたことがうかがえる。現在の行方は不明だが、ミキオがFCの現在について「オシャカ」と答えたことから、廃車となった可能性が高い。
- 日産・フェアレディZ(Z33)

ボディカラー：プレミアムパッショネイトオレンジ
ナンパ帰りの二人の青年が搭乗する車。黒い悪魔にバトルを仕掛けられ、勝負する。助手席の青年は黒い悪魔と気付きバトルをやめるよう促すもドライバーは聞き入れず続行する。その後事故を起こすまでやめないつもりと助手席の青年が推測し、道連れにしようと急ブレーキをかけるがかわされ、自分達のみスピンした。ニスモ製エアロ装着。
- 日産・スカイラインGT-R(BNR34)

ボディカラー：ベイサイドブルー
黒い悪魔とバトルをした一台。途中までは先頭を走っていたものの、前に出られた際にスピンを喫し、単独事故を起こす。ドライバーの描写は無し。

## スタッフ
- 製作：酒匂暢彦
- 企画：新田博邦
- エグゼクティブ・プロデューサー：藤本款
- 監督：小美野昌史
- 脚本：大鶴義丹、布川恵一
- 監修：永田和彦（トップシークレット）
- 撮影：倉本和人
- カースタント：カースタント TA-KA
- サーキット走行：チームオレンジ
- 照明：淡路俊之
- 録音：笠原晋
- 助監督：田口桂
- 特別協賛：ヨコハマタイヤ

## 音楽
- 主題歌：いぬかいしんじ 「FOREVER～あの日みた夢」